# Черноголовая щурка
Черноголо́вая щу́рка (лат. Merops breweri) — вид птиц из семейства щурковые. Видовое латинское название дано в честь американского натуралиста Томаса Бревера (1814—1880).

## Описание

### Внешний вид
Длина тела птицы около 28 см. Масса тела составляет 54 грамма. Голова и клюв птицы окрашены в чёрный. Радужная оболочка красного цвета. Спина, верхняя часть хвоста и крылья яркого насыщенного зелёного цвета. Брюшко и нижняя часть хвоста жёлто-оранжевые. Половой диморфизм отсутствует.

### Голос
Черноголовая щурка издаёт повторяющийся несколько раз звук «вик».

## Распространение
Черноголовая щурка обитает в Африке: на территории Нигерии, Центральноафриканской Республики, Габона, Анголы, Конго, Демократической Республики Конго, Южного Судана, Ганы и Кот-д’Ивуара.

## Питание
Черноголовая щурка, как и другие щурки, питается насекомыми, в основном теми, которых можно поймать на лету. В её рацион входят: пчёлы, осы, жуки и другие насекомые.